# Mission sui juris du Tadjikistan
La mission sui juris du Tadjikistan est une juridiction de l'Église catholique.

## Territoire
La mission sui juris couvre tout le Tadjikistan.

## Histoire
La mission sui juris est érigée le 29 septembre 1997.

## Supérieurs
- 29 septembre 1997 - 19 septembre 2013 Carlos Avila, IVE.
- depuis 19 septembre 2013 : Pedro Ramiro López, IVE.